# Friedrich-Schiller-Gymnasium Marbach
Das Friedrich-Schiller-Gymnasium in Marbach am Neckar ist mit über 2600 Schülern und mehr als 200 Lehrkräften die größte Schule in Baden-Württemberg und das größte allgemeinbildende Gymnasium Deutschlands.
Das Gymnasium ist nach dem in Marbach geborenen Dichter Friedrich Schiller benannt.
Die Schule nimmt am europaweiten Comenius-Programm teil, bei dem Schüler für jeweils eine Woche in verschiedene EU-Städte reisen.

## Schule

### Sprachenfolge & Profile
Alle Schülerinnen und Schüler beginnen mit Englisch als erster Fremdsprache. In Klasse 6 (G8) bzw. Klasse 7 (G9) kommt ein zweites Profilfach hinzu. Dies ist entweder Chinesisch, Französisch, Latein, Russisch oder NwT. Ab Klassenstufe 8 kommt ein drittes Profilfach hinzu. Je nach Vorwahl kann dies sein: IMP (Informatik, Mathe, Physik), Französisch, Spanisch, Italienisch, NwT oder KimKo.
Zusätzlich gibt es ab Klasse 5 in der Regel Bläser-, Streicher- und Gesangsklassen (bis Klasse 7) und ab Klasse 8 einen bilingualen Zug (mit bilingualen Vorkursen in der Unterstufe).

### International Fellowship Classes
Im Zuge der Internationalen Begegnungsklassen (IFC) werden in der zehnten Stufe des FSG jährlich zwei Klassen gebildet, die im Verhältnis 1/3 zu 2/3 aus internationalen Gastschülern und deutschen Schülern bestehen. Der Unterricht findet fast ausschließlich auf Englisch statt, Ausnahmen sind Fächer wie die zweiten und dritten Fremdsprachen oder NwT, in denen die deutschen Schüler in ihrer Muttersprache unterrichtet werden. Die ausländischen Schüler erhalten zeitgleich Unterricht in Deutsch als Fremdsprache (DaF).

### Schule ohne Rassismus, Schule mit Courage
Seit Ende 2014 ist die Schule Mitglied im Schulnetzwerk Schule ohne Rassismus – Schule mit Courage. Der Pate war der Bundesvorsitzende der Partei Bündnis 90/Die Grünen, Cem Özdemir.

### Schule ist ein Privileg
Schule ist ein Privileg ist ein 2006 gestartetes ehrenamtliches Projekt, durch das Schüler des FSG ein Schulgebäude in Eritrea finanzieren wollen. Dies soll vor allem durch das Sammeln von Spendengeldern erreicht werden, weshalb bereits mehrere Wohltätigkeitsveranstaltungen und Projekte organisiert und durchgeführt wurden.

### Hochbegabtenförderung
Das Gymnasium bietet seit 2008/09 eine Klasse für Hochbegabte an, bei der die Schüler die ersten drei Jahre am Gymnasium in einer eigenen Klasse verbringen. In dieser wird der normale Lehrplan unterrichtet und zusätzlich pro Woche zwei Stunden ein Themen- bzw. Projektunterricht gegeben, die allgemeine Stundenzahl jedoch nicht erhöht. Eine weitere Besonderheit ist der 2008 gegründete Verein Pfiffikus e. V., der regelmäßig die "Kinder- und Jugendakademie" am FSG durchführt. Dort bieten an vier Wochenenden pro Schuljahr Experten aus der Schule, von Universitäten und aus der Wirtschaft, Kurse für interessierte Schülerinnen und Schüler an.

### G9 Zug
Am FSG gibt es einen G9 Zug. Die Schüler und Schülerinnen besuchen das Gymnasium 9 Jahre und legen ihr Abitur nach 13 Schuljahren ab. Dieser findet als zunächst zeitlich begrenzter Schulversuch statt.

### Sommerschule
Das FSG bietet in den Sommerferien kostenpflichtige, zweiwöchige Kurse an, in dem für Schüler der Sekundarstufe I die Möglichkeit besteht, in ausgewählten Fächern Unterstützung zu bekommen, um so besser auf die Leistungsanforderungen des neuen Schuljahrs vorbereitet zu sein. Durchgeführt werden die Kurse von älteren bzw. ehemaligen Schülern.

### International Baccalaureate
Das FSG ist die erste staatliche Schule Baden-Württembergs, die das International Baccalaureate zertifiziert hat. Die Schülerinnen und Schüler können diesen international anerkannten Abschluss zusätzlich zum Abitur erwerben.

### KimKo
Seit dem Schuljahr 2013/2014 gibt es am FSG das künstlerische Profil „Kunst und intermediale Kommunikation“. Das FSG war die bundesweit erste Schule, die dieses Profil einführte.

## Auszeichnungen & Zertifizierungen
- 2007 2. Platz des Deutschen Schulpreises[13]
- 2014 BORIS-Berufswahlsiegel[14]
- 2016 Internationale Umweltschule[7]
- 2016 Junior Premium Schule[7]
- 2016 DSI-Schule[7]
- 2018 Exzellenzinitiative: Leistung macht Schule[7]
- 2019 Fair Trade School[7]

## Bekannte Schüler
- Vera Trost (* 1954), Kunsthistorikerin und Bibliothekarin (Abitur 1972)
- Eckhard J. Schnabel (* 1955), evangelikaler Theologe (Abitur 1974)
- Jochen Arnold (* 1967), evangelischer Theologe und Kirchenmusiker
- Marcus Niehaves (* 1974), Fernsehmoderator und Reporter[15]
- Simon Gröger (* 1985), parteiloser Politiker
- Theresa Kalmer (* 1991), ehemalige Sprecherin der Grünen Jugend